# Râul Tomnatecu, Cugir
Râul Tomnatecu este un curs de apă, afluent al Râului Mare. 